# Polsk-ryska kriget 1792
Polsk-ryska kriget var ett krig mellan Polen och Ryssland. Ryska trupper gick över den polska gränsen den 18 maj 1792. Resultatet blev en rysk seger och Polen delades.